# 红萼毛茛
红萼毛茛（学名：Ranunculus rubrocalyx）为毛茛科毛茛属下的一个种。

## 扩展阅读
- 維基物種上的相關：红萼毛茛